# 佩塔爾·什庫萊蒂奇
佩塔爾·什庫萊蒂奇（1990年6月29日—）是一位塞爾維亞足球運動員。在場上的位置是前鋒。現效力於阿塞拜疆足球超級聯賽球隊沙巴巴亞。他也代表塞爾維亞國家足球隊參賽。